# جبل نعمان (روستا)
جبل نعمان به عربی ( جَبل نُعمان )، روستایی است در دهستان نعمان از توابع استان حُدَیده در کشور یمن در شبه جزیره عربستان.

## جمعیت
جمعیت آن (۷۰) نفر (۷ خانوار) می‌باشد.